# Monte Cavallo
Monte Cavallo – miejscowość i gmina we Włoszech, w regionie Marche, w prowincji Macerata.
Według danych na rok 2004 gminę zamieszkiwało 171 osób, 4,5 os./km².